# Frans van Schooten Sr.
Frans van Schooten sr. (Nieuwkerke, 1581 – Leiden, 11 december 1646) was een Nederlandse wiskundige, prentkunstenaar, cartograaf, tekenaar, lector aan de Leidse ingenieursschool en hoogleraar in de wiskunde aan de Universiteit Leiden. 

## Levensloop

### Jeugd en opleiding
Van Schooten was de zoon van Frans van Schooten of Verschooten, werkzaam als bakker in Nieuwkerke, West-Vlaanderen. Op de vlucht voor de Spanjaarden vestigde hij zich rond 1584 in Leiden en kocht in 1597 een huis op de Garenmarkt. 
Van Schooten studeerde voor landmeter aan de Delftse ingenieursschool onder Ludolf van Ceulen en Simon Fransz van Merwen. Verder studeerde hij Latijn onder Rudolph Snel van Royen.

### Hoogleraarschap
Van Schooten begon zijn betrekking aan de Leidse Universiteit in 1611 bij de Leidse ingenieursschool. Na het overlijden van Van Ceulen in 1610 nam hij zijn lessen over en werd in 1611 benoemd tot lector Nederduitse Mathematiek en Wiskunde. Hij onderwees hier ook in de vestingbouw en behandelde de Elementen van Euclides.
In 1615 volgde de benoeming door Maurits van Oranje tot hoogleraar wiskunde aan de Universiteit van Leiden. Onder de studenten van Van Schooten waren onder meer Christiaan Huygens en René de Sluse. 

### Personalia
Van Schooten ging op 2 januari 1609 te Leiden in ondertrouw met Jannetje Hermansd. van Hoogervorst uit Delft, waarbij hij vergezeld was door zijn vader. Een van hun kinderen was Frans van Schooten jr., die de Leidse leerstoel van hem zou overnemen. 
Na het overlijden van zijn eerste vrouw hertrouwde hij op 1 maart 1625 te Leiden met Maria Goolen (Golius). Dit huwelijk bracht Petrus van Schooten (1634-1679), die in in 1661 zijn broer Frans opvolgde als hoogleraar aan de Ingenieursschool.

## Werk

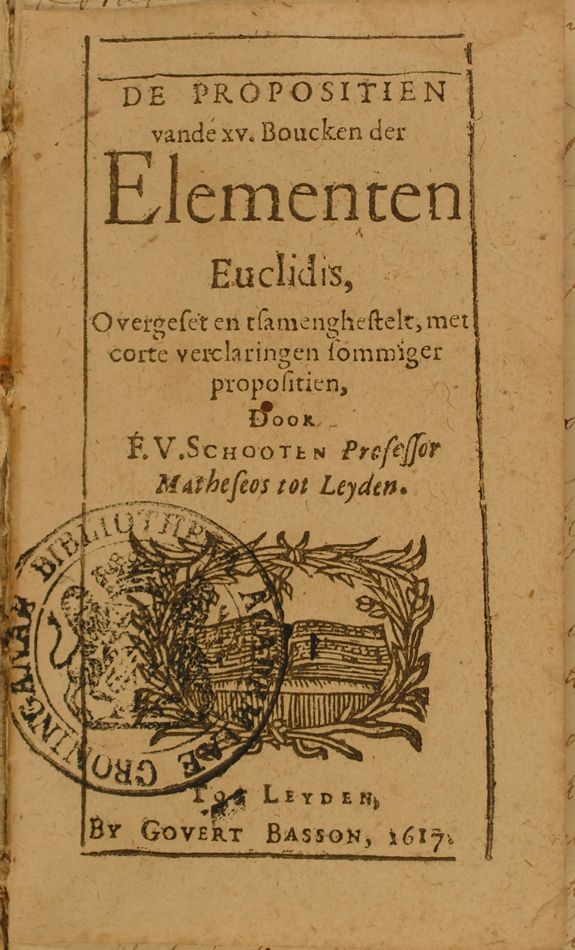
Elementen van Euclides (1617)

Van Schooten heeft werken geschreven over verschillende wiskundige onderwerpen. Hij was ook werkzaam als prentkunstenaar, cartograaf, en tekenaar. Een van zijn eerste werken was een Nederlandstalige versie van de Elementen van Euclides, die in 1617 werd uitgegeven onder de titel "De propositien van de boecken van Euclides".

## Publicaties
- De propositien van de boecken van Euclides, Leiden: Govert Basson, 1617.
- Uitgewerkte voorstellen van theoretische en toegepaste meetkunde, opgehelderd door net geconstrueerde teekeningen, 1600-1625 (online)
- Roosekrans. Dordrecht. 1623.
- Oeuvres mathematiques de S. Marolois .... reduictes en meilleur ordre et corrigées ...., la geometrie par Theodore Verbeeck et la fortification par Francois Van Schooten. Amsterdam, 1626.
- Tabulae sinuum Tangentium et Secantium. Amsterdam 1627.
- Ned. Sinus Tafelen met het gebruyk derselve in regtlinische Triangelen. Amsterdam 1627; 1632 editie (in Latijn)